# 沙维尔
沙维尔（法語：Chaville，法語發音：[ʃavil] ⓘ）是法国法兰西岛大区上塞纳省的一个市镇，位于该省南部，巴黎市区西南，属于布洛涅-比扬古区。

## 地理
沙维尔（48°48'31"N, 2°11'19"E）面积3.55 平方千米，位于法国法蘭西島大區上塞纳省，该省份为法国北部内陆省份，毗邻巴黎。
与沙维尔接壤的市镇（或旧市镇、城区）包括：默东、韦利济-维拉库布莱、维罗夫莱、阿夫赖城、塞夫尔。

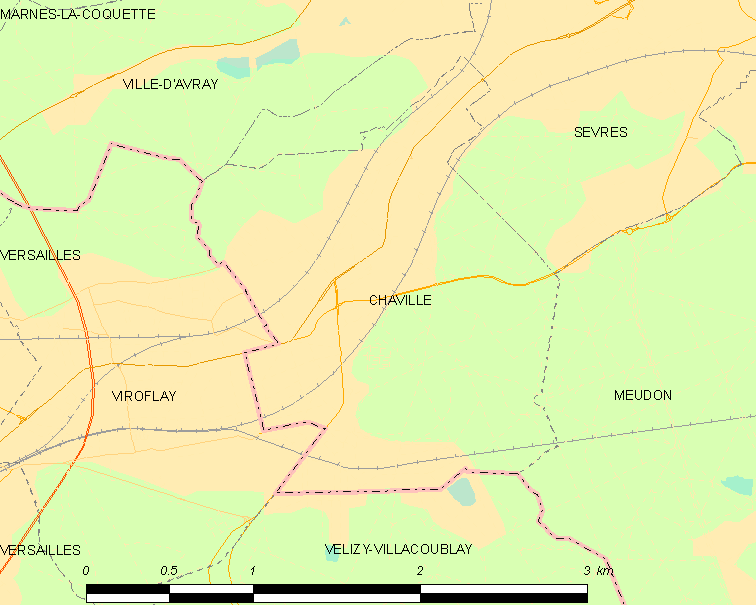
沙维尔的OSM定位图

沙维尔的时区为UTC+01:00、UTC+02:00（夏令时）。

## 行政
沙维尔的邮政编码为92370，INSEE市镇编码为92022。

## 政治
沙维尔所属的省级选区为默东县。

## 人口

1962-2008年间沙维尔人口变化图示

沙维尔于2022年1月1日时的人口数量为20198人。